# 维拉尔 (厄尔-卢瓦省)
维拉尔（法語：Villars，法語發音：[vilaʁ]）是法国厄尔-卢瓦省的一个市镇，属于沙特尔区。

## 地理
维拉尔（48°13'52"N, 1°33'5"E）面积8.34 平方千米，位于法国中央-卢瓦尔河谷大区厄尔-卢瓦省，该省份为法国北部内陆省份，北起顺时针与厄尔省、伊夫林省、埃松省、卢瓦雷省、卢瓦-谢尔省、萨尔特省和奧恩省接壤。
与维拉尔接壤的市镇（或旧市镇、城区）包括：勒戈-圣但尼、讷维昂迪努瓦、莱维拉日沃韦安、博斯地区埃奥勒。
维拉尔的时区为UTC+01:00、UTC+02:00（夏令时）。

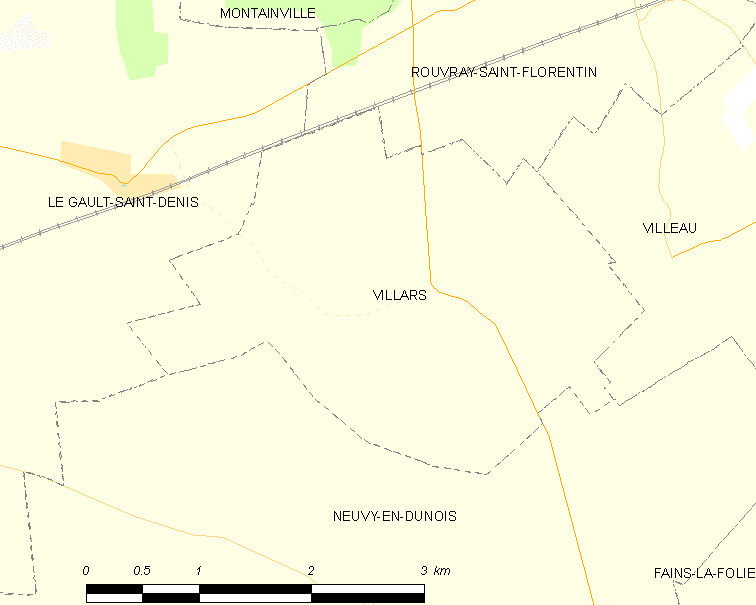
维拉尔的OSM定位图

## 行政
维拉尔的邮政编码为28150，INSEE市镇编码为28411。

## 政治
维拉尔所属的省级选区为莱维拉日沃韦安县。

## 人口

1962-2008年间维拉尔人口变化图示

维拉尔于2022年1月1日时的人口数量为180人。